# ريان نورث
ريان نورث هو رسام كارتون ومبرمج ومهندس كندي، ولد في 20 أكتوبر 1980 في أوتاوا في كندا.

## وصلات خارجية
- الموقع الرسمي
- ريان نورث على موقع ميوزك برينز (الإنجليزية)